# Riberas del Río Arlanza y afluentes
Riberas del Río Arlanza y afluentes este o arie protejată (arie specială de conservare — SAC, sit de importanță comunitară — SCI) din Spania întinsă pe o suprafață de 1.215,79 ha, integral pe uscat.

## Localizare
Centrul sitului Riberas del Río Arlanza y afluentes este situat la coordonatele 42°03′15″N 3°21′18″W / 42.0543°N 3.3551°V.

## Înființare
Situl Riberas del Río Arlanza y afluentes a fost declarat sit de importanță comunitară în august 2000 pentru a proteja 1 specie de plante și 13 specii de animale. Situl a fost protejat și ca arie specială de conservare în septembrie 2015.

## Biodiversitate
Situată în ecoregiunea mediteraneană, aria protejată conține 11 habitate naturale: Lacuri eutrofice naturale cu vegetație de tip Magnopotamion sau Hydrocharition, Râuri de munte și vegetația erbacee de pe malurile acestora, Liziere de ierburi înalte hidrofile de câmpie și de nivel montan până la alpin, Pajiști umede mediteraneene cu ierburi înalte de Molinio-Holoschoenion, Păduri aluvionare cu Alnus glutinosa și Fraxinus excelsior (Alno-Padion, Alnion incanae, Salicion albae), Râuri mediteraneene cu debit permanent și vegetație de Glaucium flavum, Galerii de Salix alba și de Populus alba, Cursuri de apă de la nivel de câmpie la nivel montan, cu vegetație Ranunculion fluitantis și Callitricho-Batrachion, Roci stâncoase cu vegetație pionieră de Sedo-Scleranthion sau Sedo albi-Veronicion dillenii, Pante stâncoase silicioase cu vegetație casmofită, Păduri termofile cu Fraxinus angustifolia.
La baza desemnării sitului se află mai multe specii protejate:
- plante (1): Lythrum flexuosum
- amfibieni (2): Discoglossus galganoi, Discoglossus jeanneae
- mamifere (5): Galemys pyrenaicus, vidră de râu (Lutra lutra), liliac comun (Myotis myotis), liliacul mare cu potcoavă (Rhinolophus ferrumequinum), liliacul mic cu potcoavă (Rhinolophus hipposideros)
- nevertebrate (2): Coenagrion mercuriale, Rosalia alpina
- pești (3): Achondrostoma arcasii, Cobitis calderoni, Pseudochondrostoma duriense
- reptile (1): Mauremys leprosa

Pe lângă speciile protejate, pe teritoriul sitului au mai fost identificate 4 specii de plante, 6 specii de amfibieni, 8 specii de mamifere, 3 specii de nevertebrate, 2 specii de pești, 1 specie de reptile.